# Беатус Ренанус
Беа́тус Рена́нус(лат. Beatus Rhenanus) або Беа́т Рейна́уер (нім. Beat Rheinauer), уроджений Бе́ат Більд (нім. Beat Bild; * 22 серпня 1485, Селеста — † 20 липня 1547, Страсбург) — німецький історик і філолог епохи Відродження, автор «Історії Німеччини в трьох книгах» («Rerum Germanicarum libri tres», 1531). Відомий як видавець античних текстів Веллея Патеркула, Тацита, Тита Лівія та Тертулліана, активний діяч німецького гуманізму та Реформації в Ельзасі. Складену ним книжкову збірку — єдину цілісну бібліотеку епохи Відродження — було заповідано рідному місту й 2011 року занесено до реєстру «Пам'ять світу».

## Біографія

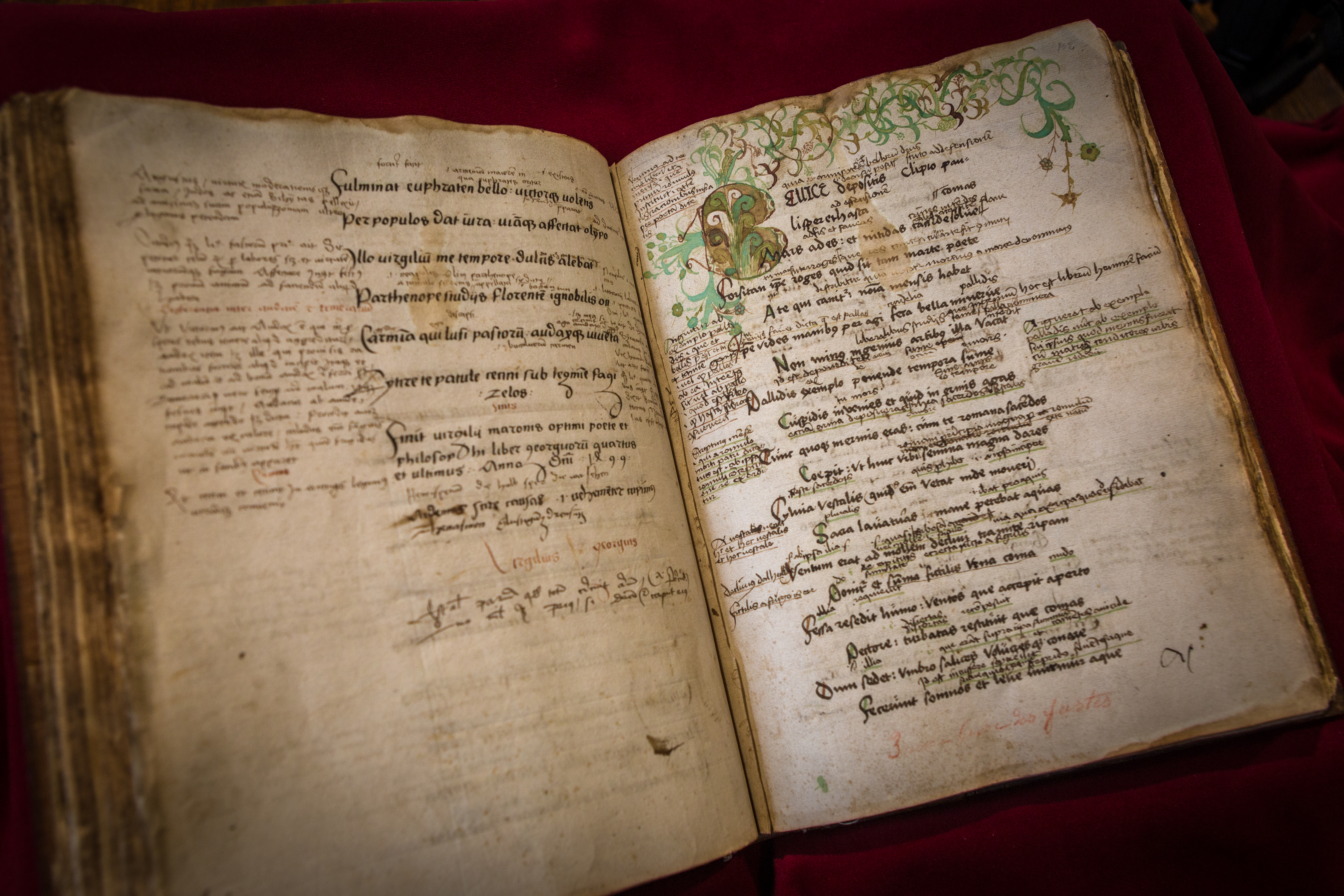
Шкільний зошит Беатуса Ренануса з часу його навчання в латинський школі Селеста (1498—1499). Текст, малюнки та коментарі написано рукою Беатуса Ренануса. Зберігається в Гуманістичній бібліотеці в Селеста.

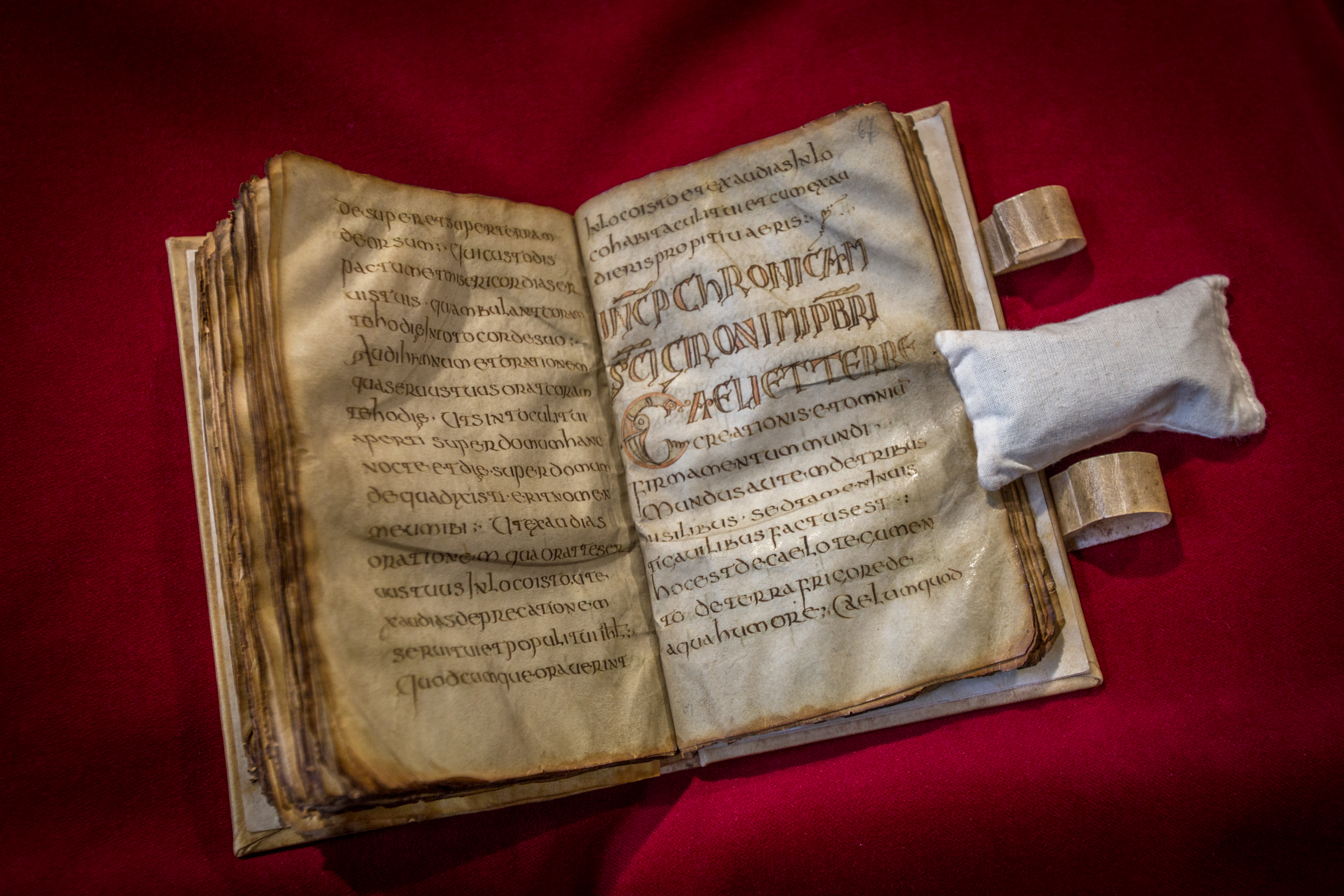
Меровінзький лекціонарій (VII ст.). Рукопис на пергаменті. (Ms 1A). З приватної бібліотеки Беатуса Ренануса. Зберігається в Гуманістичній бібліотеці в Селеста.

Родина Беатуса Ренануса походила з Рино, що в Нижньому Ельзасі, звідси і його латинізований псевдонім. Після закінчення на той час відомої латинської школи в Селеста, Беатус Ренанус з 1503 по 1507 рік навчався в Паризькому університеті. Водночас він взявся вивчати ремесло друкаря. З 1511 року Беатус Ренанус мав тісні контакти з Еразмом Роттердамським. Як філолог Беатус Ренанус підготував до друку праці отців церкви та класиків античності. Як історик він займався дослідженням первісної та ранньої історії Німеччини. Його головний твір — «Історія німецького народу в трьох книгах» . Окрім того Беатус Ренанус відомий як друкар та редактор.
Свою величезну бібліотеку він заповів латинській школі в Селеста (див.: Гуманістична бібліотека (Селеста)). 2011 року ця бібліотека була занесена в список ЮНЕСКО «Пам'ять світу».

## Дослідження спадщини
Найвідомішим дослідником спадщини Беатуса Ренануса в 19 ст. був австрійський філолог Адальберт Горавітц (1840—1888). Готуючи дисертацію з латиністики, він переклав німецькою мовою працю Реннануса «Історія німецького народу в трьох книгах» (Rerum Germanicarum libri tres).

## Вибрані праці
- Rerum Germanicarum libri tres. 1531 (Онлайн [Архівовано 11 лютого 2012 у Wayback Machine.] (PDF; 19,9 MB), примірник з Бібліотеки Марбурзького університету).